# Barthel Thomas
Barthel Thomas (* 14. September 1929 in Köln; † 23. Oktober 2005 in Bad Bodendorf) war ein deutscher Fußballtrainer.

## Trainerlaufbahn
Als Fußballspieler war Thomas beim SV Bergisch Gladbach 09 und dann bei VfL Köln 1899. Seine Trainertätigkeit begann Thomas 1959 beim Stolberger SV; er blieb dort bis Ende 1961 und wechselte Anfang 1962 zu Roda JC Kerkrade. Ab 1963 war er Verbandstrainer Mittelrhein, bevor er zum 1. Juli 1970 zum 1. FC Nürnberg wechselte. Thomas gewann mit dem „Club“ 1970/71 überlegen die Meisterschaft in der zweitklassigen Fußball-Regionalliga Süd, scheiterte danach aber klar in der Aufstiegsrunde zur Fußball-Bundesliga. Einen weiteren Wechsel vollzog Thomas am 1. Juli 1971 zu den Stuttgarter Kickers, wo er für ein Jahr, bis zum 30. Juni 1971, blieb. Anschließend nahm er für ein Jahr eine Traineranstellung bei der Alemannia Aachen an. 1979/80 war er Verbandstrainer Rheinland, bevor er ab dem 1. Juli 1983 für ein halbes Jahr den Wuppertaler SV trainierte.